# Pilumnus normani
Pilumnus normani is een krabbensoort uit de familie van de Pilumnidae. De wetenschappelijke naam van de soort is voor het eerst geldig gepubliceerd in 1886 door Edward John Miers.